# Koolwijk
Koolwijk (51° 58′ N, 4° 46′ L) é uma cidade dos Países Baixos, na província de Holanda do Sul. Koolwijk pertence ao município de Krimpenerwaard, e está situada a 7 km, a sul de Gouda.
A área de Koolwijk, que também inclui as partes periféricas da cidade, bem como a zona rural circundante, tem uma população estimada em 100 habitantes.